# Lijst van voetbalinterlands Liechtenstein - Slowakije
Deze lijst van voetbalinterlands is een overzicht van alle officiële voetbalwedstrijden tussen de nationale teams van Liechtenstein en Slowakije. De landen hebben tot op heden elf keer tegen elkaar gespeeld. De eerste ontmoeting, een kwalificatiewedstrijd voor het Europees kampioenschap voetbal 2000, was in Vaduz op 10 oktober 1998. Het laatste duel, een kwalificatiewedstrijd voor het Europees kampioenschap voetbal 2024, vond plaats op 11 september 2023 in Bratislava.

## Wedstrijden
| №  | Plaats            | Datum             | Competitie           | Wedstrijd                 | Uitslag |
| -- | ----------------- | ----------------- | -------------------- | ------------------------- | ------- |
| 1  | Vaduz             | 10 oktober 1998   | EK 2000 kwalificatie | Liechtenstein − Slowakije | 0 − 4   |
| 2  | Dubnica nad Váhom | 8 september 1999  | EK 2000 kwalificatie | Slowakije − Liechtenstein | 7 − 0   |
| 3  | Trnava            | 2 april 2003      | EK 2004 kwalificatie | Slowakije − Liechtenstein | 4 − 0   |
| 4  | Vaduz             | 11 oktober 2003   | EK 2004 kwalificatie | Liechtenstein − Slowakije | 0 − 2   |
| 5  | Bratislava        | 8 september 2004  | WK 2006 kwalificatie | Slowakije − Liechtenstein | 7 − 0   |
| 6  | Vaduz             | 17 augustus 2005  | WK 2006 kwalificatie | Liechtenstein − Slowakije | 0 − 0   |
| 7  | Žilina            | 19 november 2008  | Vriendschappelijk    | Slowakije − Liechtenstein | 4 − 0   |
| 8  | Bratislava        | 11 september 2012 | WK 2014 kwalificatie | Slowakije − Liechtenstein | 2 − 0   |
| 9  | Vaduz             | 7 juni 2013       | WK 2014 kwalificatie | Liechtenstein − Slowakije | 1 − 1   |
| 10 | Vaduz             | 20 juni 2023      | EK 2024 kwalificatie | Liechtenstein – Slowakije | 0 – 1   |
| 11 | Bratislava        | 11 september 2023 | EK 2024 kwalificatie | Slowakije − Liechtenstein | 3 − 0   |

## Samenvatting
| Competitie        | Totaal gespeeld | Winst Liechtenstein | Gelijk | Winst Slowakije | Doelsaldo Liechtenstein – Slowakije |
| ----------------- | --------------- | ------------------- | ------ | --------------- | ----------------------------------- |
| WK-kwalificatie   | 4               | 0                   | 2      | 2               | 1 − 10                              |
| EK-kwalificatie   | 6               | 0                   | 0      | 6               | 0 − 21                              |
| Vriendschappelijk | 1               | 0                   | 0      | 1               | 0 − 4                               |
| Totaal            | 11              | 0                   | 2      | 9               | 1 − 35                              |

## Details

### Eerste ontmoeting
| EK 2000 kwalificatie (Vaduz, Liechtenstein, 10 oktober 1998): |       |                                                                                |
| Liechtenstein                                                 | 0 – 4 | Slowakije                                                                      |
|                                                               | goals | 3' Miroslav Sovič 13' Peter Dubovský 36' Róbert Tomaschek 61' Róbert Tomaschek |

### Tweede ontmoeting
| EK 2000 kwalificatie (Dubnica nad Váhom, Slowakije, 8 september 1999): |              |               |
| Slowakije                                                              | 2 – 0        | Liechtenstein |
| Szilárd Németh 4' Miroslav Karhan 55'                                  | goals        |               |
| Jozef Valachovič 16', 37'                                              | rode kaarten |               |

LFV · A-internationals · Bondscoaches · Statistieken · Liechtensteins vrouwenelftal · Liechtenstein U21 · Liechtenstein U19 · Liechtenstein U18 · Liechtenstein U17 · Liechtenstein U16
1980 – 1989 ·
1990 – 1999 ·
2000 – 2009 ·
2010 – 2019 ·
2020 − 2029
1981 · 
1982 · 
1983 · 
1984 · 
1985 · 
1986 · 
1987 · 
1988 · 
1989 · 
1990 · 
1991 · 
1992 · 
1993 · 
1994 · 
1995 · 
1996 · 
1997 · 
1998 · 
1999 · 
2000 · 
2001 · 
2002 · 
2003 · 
2004 · 
2005 · 
2006 · 
2007 · 
2008 · 
2009 · 
2010 · 
2011 · 
2012 ·
2013 ·
2014 ·
2015 ·
2016 ·
2017 ·
2018 ·
2019 ·
2020 ·
2021 ·
2022 ·
2023 ·
2024
Albanië ·
Andorra ·
Armenië ·
Australië ·
Azerbeidzjan ·
België ·
Bosnië en Herzegovina ·
China ·
Denemarken ·
Duitsland ·
Engeland ·
Estland ·
Faeröer ·
Finland ·
Georgië ·
Gibraltar ·
Griekenland ·
Hongarije ·
Hongkong ·
Ierland ·
IJsland ·
Indonesië ·
Israël ·
Italië · 
Kaapverdië ·
Kazachstan ·
Kroatië ·
Letland ·
Litouwen ·
Luxemburg ·
Malta ·
Moldavië ·
Montenegro ·
Nederland ·
Noord-Ierland ·
Noord-Macedonië ·
Oostenrijk ·
Polen ·
Portugal ·
Qatar ·
Roemenië ·
Rusland ·
San Marino ·
Saoedi-Arabië ·
Schotland ·
Slowakije ·
Spanje ·
Thailand ·
Togo ·
Tsjechië ·
Turkije ·
Verenigde Staten ·
Wales ·
Wit-Rusland ·
Zweden ·
Zwitserland
SFZ · A-internationals · Bondscoaches · Statistieken · Slowaaks vrouwenelftal · Olympisch elftal · Slowakije U21 · Slowakije U20 · Slowakije U19 · Slowakije U18 · Slowakije U17 · Slowakije U16
1939 – 1944 · 1992 – 1999 · 2000 – 2009 · 2010 – 2019 · 2020 − 2029
EK's: 2016 · 2020 · 2024
WK's: 2010
OS: 2000
1939 · 1940 · 1941 · 1942 · 1943 · 1944 · 1945–1991 · 1992 · 1993 · 1994 · 1995 · 1996 · 1997 · 1998 · 1999 · 2000 · 2001 · 2002 · 2003 · 2004 · 2005 · 2006 · 2007 · 2008 · 2009 · 2010 · 2011 · 2012 · 2013 · 2014 · 2015 · 2016 · 2017 · 2018 · 2019 · 2020 · 2021
Algerije · 
Andorra · 
Argentinië ·
Armenië · 
Australië · 
Azerbeidzjan · 
België · 
Bolivia · 
Bosnië en Herzegovina · 
Brazilië · 
Bulgarije · 
Chili · 
Colombia · 
Costa Rica · 
Cyprus · 
Denemarken · 
Duitsland · 
Egypte · 
Engeland · 
Estland · 
Faeröer · 
 Finland · 
Frankrijk · 
Georgië · 
Gibraltar · 
Griekenland · 
Guatemala · 
Hongarije · 
Ierland · 
IJsland · 
Iran · 
Israël · 
Italië · 
Japan · 
Joegoslavië · 
Jordanië · 
Kameroen · 
Kazachstan ·
Koeweit ·
Kroatië · 
Letland · 
Libanon ·
Liechtenstein · 
Litouwen ·
Luxemburg · 
Malta · 
Marokko · 
Mexico ·
Moldavië · 
Montenegro ·
Nederland · 
Nieuw-Zeeland · 
Noord-Ierland ·
Noord-Macedonië ·
Noorwegen ·
Oeganda · 
Oekraïne · 
Oezbekistan · 
Oostenrijk · 
Paraguay · 
Peru · 
Polen · 
Portugal · 
Roemenië · 
Rusland · 
San Marino · 
Saoedi-Arabië · 
Schotland · 
Servië en Montenegro ·
Slovenië · 
Spanje · 
Thailand · 
Tsjechië · 
Turkije · 
Verenigde Arabische Emiraten · 
Verenigde Staten · 
Wales · 
Wit-Rusland · 
Zuid-Korea · 
Zweden · 
Zwitserland
Engeland (2016) ·
Nieuw-Zeeland (2010) · 
Polen (2021) · 
Rusland (2016) · 
Spanje (2021) · 
Wales (2016) · 
Zweden (2021)